# Juan Muñoz Crego
Juan Muñoz Crego (Jaca, Aragón, 30 de agosto de 1990) es un jugador semi-profesional de hockey sobre hielo. Juega generalmente como ala-derecho y actualmente milita en el CH Txuri-Urdin en la LNHH (Liga Nacional de Hockey Hielo). Se caracteriza por su tiro y acierto de cara a puerta, así como su intensidad en el juego. Su dorsal es el 11, número que ha llevado en su espalda prácticamente toda su vida aunque ha llevado brevemente otros números como 14 o 5. Actualmente es uno de los mejores jugadores españoles en cuanto a rendimiento y juego, lo que le ha llevado a jugar en la selección española absoluta firmando grandes resultados.

## Trayectoria

### Primeros pasos en el CH Jaca
Juan Muñoz empezó a jugar a hockey hielo en el Club Hielo Jaca a la edad de cinco años (temporada 1995-1996) influenciado por sus amigos de escuela y por su primo, Pablo Muñoz, tres años mayor que él y con el que ha compartido vestuario en Jaca, Barcelona y Selección Española. Su entrenador fue Bogdan Pawlik, jugador del CH Jaca por aquel entonces.
Tres temporadas más tarde, en la 1998-1999 llegó como entrenador para todas las categorías el exjugador Sergey Zemchenko que ya había jugado en el CH Jaca temporadas atrás. Él lo formó como jugador y le enseñó gran parte de la técnica que posee hoy día. Sergey reunió en la misma línea ofensiva a Juan Muñoz junto con Javier Udina (ala-izquierdo) y Adrián Betrán (centro). Fueron apodado como la línea BUM (debido a las iniciales de sus apellidos) y juntos formaron una línea que haría grandes resultados en las competiciones nacionales de las categorías inferiores de España ganando casi todos los torneos y Copas de España sub-16, sub-14, sub-12 que jugaron. El segundo entrenador era Chema Martínez que estuvo con los jóvenes jugadores hasta que cumplieron 16 años. En este equipo también residían jugadores como Roberto Betrán (defensa), Ander Alcaine (portero, titular en la selección española absoluta) e Ignat Zemchenko (hijo del entrenador y que hoy día es profesional del hockey hielo y que ha jugado en las selecciones inferiores de la selección rusa).

### En sub-18 y sub-20
La línea ofensiva se deshizo al final de la sexta temporada de Zemchenko (2003-2004) ya que Udina dejó el hockey hielo por motivos personales aunque el resto de la línea permaneció unida. Para cuando el jugador jacetano llegó a sub-18 ya se había confirmado como un delantero con gran proyección de futuro y ahí se quedó. Formando una gran pareja con su compañero Betrán, ganaron tres Ligas Españolas sub-18, tres Copas del Principe sub-18, una Liga Española sub-20 y una Copa del Principe sub-20. Una temporada más tarde Zemchenko dejaría el club y le sustituiría Alexander Koulikov, que permanecería un año al mando del equipo que más tarde entrenaría Ramón Barón

### Año FOJE
En la temporada 2006-2007 se iba a celebrar en Jaca el Festival Olímpico de la Juventud Europea (FOJE) y el altoaragonés era uno de los estandartes cojos de una inexperta Selección Española sub-17 que se iba a enfrentar con los mejores países de hockey europeos (Rusia, Suiza, Finlandia, República Checa y Eslovaquia). Dos años antes había comenzado una preparación al mando de Antonio Capillas como entrenador que no dio resultado debido a la separación de la FEDI (Federación Española de Deportes de Invierno), ya que el apartado de hielo se convirtió en FEDH (Federación Española de Deportes de Hielo) y que puso al mando de la selección a Karlos Gordovil. Éste unió a la línea de Muñoz y Betrán al madrileño Alejandro Pedraz (que militaba en Kalpa Kuopio, Finlandia) enseñándoles gran parte de la táctica que actualmente utilizan en la selección. La línea fue apodada por el propio Gordovil como la línea de los baby boys. Esta línea ya había jugado unida meses atrás en el Mundial sub-18, pero fue durante esta campaña cuando los tres empezaron a entenderse en el hielo y formaron una línea que hoy día sigue intacta.
Durante esa temporada Muñoz jugó la Liga Española sub-18 y la sub-20, la Liga por comunidades autónomas sub-17, la Copa del Príncipe sub-17 y la sub-18, así como las numerosas concentraciones que realizó la selección española, en septiembre de 2006 en Jaca, un mes más tarde realizaron otra concentración en Hungría, en diciembre del mismo año en la República Checa y en febrero de 2007 en Finlandia.
A pesar de que España no logró ganar ninguno de los tres partidos que disputó en el FOJE, las sensaciones fueron muy buenas. Muñoz realizó una excelente actuación consiguiendo anotar un gol contra Suiza que empató el partido momentáneamente.
Además ese año Muñoz jugó con la Selección sub-20 en Rumanía y con la Selección sub-18 en China consiguiendo el oro en el mundial. También logró ganar el torneo internacional de Tours que se celebra en mayo en la ciudad de Cholet (Francia) y que supuso una gran satisfacción para él ya que los dos años anteriores había terminado subcampeón.

### Finlandia. Kalpa Kuopio
Al terminar la campaña, Muñoz decidió abandonar el CH Jaca y la temporada 2007-2008 jugó junto a Alejandro Pedraz en las categorías inferiores del Kalpa Kupio en Finlandia para desarrollar su juego. En esa temporada Muñoz mejoró considerablemente su acierto de cara a gol, además de la velocidad, el aspecto físico y la intensidad en el juego. Esta gran experiencia le permitió dejar de ser un jugador de futuro y le abrió las puertas de la LNHH.

### Vuelta a España. F. C. Barcelona
Al regresar a España en la campaña 2008-2009 Muñoz era un jugador querido por más de un equipo de la LNHH y finalmente fichó por el F. C. Barcelona donde también continuaría con sus estudios. También decidió jugar en el F. C. Barcelona el portero Ander Alcaine. En Barcelona se formó un gran equipo entrenado por Evgeny Semeriak (viejo conocido de la LNHH) y Muñoz jugó en la línea junto a Danilo Divkovsky y Jonas Norberg. También pertenecía a este equipo su primo Pablo Muñoz. Juan logró conquistar la LNHH en su primera temporada en la LNHH.
La temporada siguiente decidió seguir en las filas del club catalán ahora entrenado por Ramón Barón aunque el equipo no tenía tanta calidad como el año anterior. El F. C. Barcelona no logró llegar a las finales de la LNHH y fue subcampeón de la Copa del Rey.

### Selección Española

#### 2005-2006
Juan Muñoz fue seleccionado por primera vez por Antonio Capillas para el Mundial de División II en marzo de 2006 en Italia. La inexperiencia y la mala suerte llevó a España a descender a la División III.

#### 2006-2007
En la temporada del FOJE (2006-2007), además de las concentraciones en los diferentes países para preparar el FOJE, fue seleccionado en diciembre por Karlos Gordovil (entrenador español una vez creada la FEDH) para jugar con España en Rumanía el Mundial Sub-20 División II que finalizaría en cuarta posición. En marzo de 2007 jugaría el mundial sub-18 en China y, al haber descendido el año anterior, España partía como una de las favoritas. España ganó el mundial y la actuación de Muñoz fue muy buena a pesar de haber salido de una lesión recientemente. Juan firmó 20 puntos (8 goles y 12 asistencias) y España regresó a la División II.

#### 2007-2008
En diciembre de 2007 jugó el mundial sub-20, en la que España acabó cuarta pero la actuación de Juan fue buena, 4 goles y 3 asistencias en 5 partidos. En febrero de 2008 disputó su primer partido con la Selección senior en un torneo de preparación en Puigcerda. En el regreso a la División II en sub-18 Muñoz jugó su último mundial en esta categoría y finalizó quinto pero lograron ganar a la campeona Hungría, por 3 a 4 con dos goles del jaqués. También perdieron partidos contra Inglaterra por 4 a 2 y Estonia por 2 a 1, a priori, muy superiores a España. El entrenador en este mundial fue el polaco Andrjzej Svitac. Un mes más tarde jugó su primer mundial con el equipo senior en Australia y finalizó bronce. El jacetano jugó el mismo año los tres mundiales.

#### 2008-2009
Al comenzar la temporada jugó un torneo con la Selección senior en Valance (Francia) ya que España debía estar preparada porque iba a jugar la fase previa (Preolímpico) para poder estar en Vancouver 2010. El equipo español pasó la primera ronda del Preolímpico eliminando a Bulgaria, México y Turquía. La actuación de Muñoz fue principal en el partido contra Bulgaria. Un mes más tarde caería eliminado perdiendo contra Estonia, Kazajistán y Holanda. En diciembre de 2008 se jugó el mundial sub-20 en Logroño pero el mal juego y la mala salud de los jugadores hicieron que España finalizara quinta siendo que las expectativas eran mucho mayores. Gordovil estuvo ayudado por el entrenador Sylvain Humeau. En esa temporada (2008-2009) participó en su segundo mundial senior en Bulgaria y nuevamente acabó bronce. La actuación del altoaragonés contra varios equipos fue buena y consiguió 10 puntos.

#### 2009-2010
Al año siguiente, en el último mundial sub-20 en Hungría consiguió un bronce muy deseado ganando a Korea y perdiendo en la prórroga contra Inglaterra. Muñoz fue nombrado mejor jugador de España con 11 goles. En este mundial los entrenadores fueron los suecos Lars Lisspers y Malte Steen a pesar de que el seleccionador seguía siendo Karlos Gordovil. En abril de 2010 fue seleccionado para el mundial senior División II en México por Gordovil que, junto a William Wilkinson (entrenador del CH Jaca) y Chris McDonald, dirigirían el equipo para ganar dicho mundial por primera vez en la historia de la selección española con una extraordinaria participación de los baby boys anotando 19 de los 35 goles que anotó la selección en su conjunto. Su actuación personal fue espectacular consiguiendo 10 goles y dando 6 asistencias. Fue seleccionado como mejor delantero del mundial con tan solo 19 años y España subió a División I.

#### 2011-2012
Este año viaja a Suecia fichado por el Kalpa, equipo de la ciudad de Örnsköldsvik.

## Estadísticas personales
LNHH
|           | Goles | Asistencias | Puntos | PIM |
| 2008-2009 | 18    | 16          | 34     | 26  |
| 2009-2010 | 22    | 16          | 38     | 20  |
| Total     | 40    | 32          | 72     | 46  |

Mundiales
|                       | Goles | Asistencias | Puntos | PIM |
| Italia 2006 Sub-18    | 0     | 1           | 1      | 18  |
| China 2007 Sub-18     | 8     | 12          | 20     | 12  |
| Rumania 2007 Sub-20   | 2     | 2           | 4      | 35  |
| Estonia 2008 Sub-18   | 4     | 3           | 7      | 8   |
| Estonia 2008 Sub-20   | 7     | 4           | 11     | 2   |
| Australia 2008 Senior | 1     | 2           | 3      | 4   |
| Logroño 2009 Sub-20   | 4     | 2           | 6      | 4   |
| Preolímpico Senior    | 3     | 3           | 6      | 2   |
| Bulgaria 2009 Senior  | 5     | 4           | 9      | 2   |
| Hungría 2010 Sub-20   | 11    | 5           | 16     | 0   |
| Mexico 2010 Senior    | 10    | 63          | 16     | 4   |
| Total                 | 55    | 44          | 96     | 91  |